# Благовещенский заказник (Алтайский край)
Благовещенский заказник — государственный природный комплексный заказник краевого значения, расположенный на территории Благовещенского и Табунского районов, а также города Славгорода Алтайского края. Создан с целью экологического баланса региона, сохранение мест обитания животных и растений, а также охраны важнейших путей миграции птиц и мест их гнездования. Охраняемой территорией объявлен в соответствии с постановлением администрации Алтайского края от 04.05.1975 № 164.

## География
Заказник располагается на Кулундинской равнине, в наиболее низкой ее части, включая прибрежную полосу акватории озера Кулундинское и озерные террасы северо-восточного побережья.
Территория заказника включает два участка. Первый — 167,86 км², второй — 52,72 км².
На территории заказника находится Кулундинская котловина. Абсолютные отметки этой части равнины колеблются в среднем около 115—110 м. Речная сеть сильно разрежена. Наиболее крупные реки питают пресной водой горько-соленые степные озера: река Кулунда — озеро Кулундинское, река Кучук — озеро Кучукское.

## Животный мир
В заказнике обитают редкие и исчезающие виды птиц: журавль-красавка, ходулочник, шилоклювка, черноголовый хохотун.
Обитают животные такие, как: лось, косуля, барсук, лисица, корсак, заяц-беляк, заяц-русак, хорь степной, горностай, ондатра, серый гусь, серая цапля, лебедь-шипун.